# Soweit das Auge reicht
Soweit das Auge reicht ist ein 1979 entstandener deutscher Spielfilm von Erwin Keusch mit Bernd Tauber, Aurore Clément und Jürgen Prochnow in den Hauptrollen.

## Handlung
Der Masseur Robert Lueg lebt in seiner eigenen Welt. Weitgehend gehörlos, muss er sich in der Gebärdensprache verständigen. Die Kommunikation mit den Hörenden da draußen in der Welt gestaltet sich dementsprechend schwierig, und bislang haben nur wenige Hörende größeres Interesse daran gezeigt, sich auf ihn einzulassen. Diametral entgegengesetzt ist die Welt der Börse: Hier ist alles laut und hektisch, der Brüllton die gängige Kommunikationsform. Hier wird im Idealfall viel Geld gemacht; es war die Welt von Roberts Vater. Eines Tages stoßen diese beiden grundverschiedenen Kosmen aufeinander, ohne dass Robert, der gern mit einer Gitarre in der Hand nur für sich Songs von Bob Dylan schraddelt und bislang lediglich mit seiner schwarzen Katze schmusen durfte, auch nur im Traum damit gerechnet hätte. Denn sein Vater, der unverheiratete Erzeuger, soll in den Vereinigten Staaten verstorben sein und ihm, dem nahezu Gehörlosen, gut angelegte 8,7 Millionen DM hinterlassen haben. Der Makler Richard Kuhl erhält den Auftrag, Sohn Robert in Deutschland ausfindig zu machen. Damit beginnt der ganze Ärger für den ein wenig unbedarften Robert Lueg, der lange Zeit nichts von seinem finanziellen Jackpot ahnt und dessen bescheidenes und bislang wohlgeordnetes Leben infolgedessen schlagartig aus allen Fugen gerät.
Kuhl wittert in diesem Auftrag ein lukratives Geschäft und entsendet seinen Mitarbeiter Alexander Späh mit der Suche nach dem Erben. Auch Spähs Freundin Iris glaubt an die Chance ihres Lebens, sich nunmehr finanziell verbessern zu können und plant, wie übrigens auch die optisch eher herbe Kuhl-Angestellte Anna Aurey, eine Französin, sich an den ahnungslosen Robert „ranzumachen“. Robert Lueg kann diese Aufmerksamkeitsschwemme, die ihm schlagartig von allen Seiten zuteilwird, zunächst nicht so richtig einordnen, zumal gleich beide Frauen so tun, als würden sie echtes Interesse an ihm haben. Bald wird es ungemütlich für den Gemütsmenschen Lueg, und er stolpert im Wortsinn über eine Leiche. Die Dinge gewinnen an Fahrt, und Robert, der, wie der Filmtitel verrät, aufgrund seiner Gehörlosigkeit die Dinge nur soweit erkennen und verstehen kann wie sein Auge reicht, gerät in einen Strudel von Gier und Verrat, Intrigen und Verbrechen, der ihn nach Las Vegas (u. a. ins Caesar’s Palace) zurück über daheim (wo plötzlich der tote Kuhl – ermordet durch Späh – vor seiner Haustür liegt) bis auf eine kleine Insel südlich der Loire, die Île de Noirmoutier, führt. Hier kommt es zwischen Robert, der mittlerweile sein Herz an Anna verloren hat (und die er ganz en passant in Vegas ehelichte), und dem skrupellosen Späh, der unbedingt an Roberts Erbe will und sich nicht abschütteln lässt, zum finalen Showdown.

## Produktionsnotizen
Soweit das Auge reicht entstand als Film-Fernseh-Coproduktion in knapp drei Monaten zwischen dem 1. Oktober und dem 22. Dezember 1979 in München, Las Vegas und Umgebung sowie auf der Île de Noirmoutier. Die Uraufführung fand am 22. August 1980 im Berliner Kurbel-Kino statt.
Klaus Keil übernahm die Produktionsleitung. Winfried Hennig entwarf die Filmbauten.
Regisseur Keusch und Hauptdarsteller Tauber hatten bereits wenige Jahre zuvor bei Das Brot des Bäckers erfolgreich zusammengearbeitet.

## Kritiken
In Der Spiegel heißt es: „Erwin Keusch, dem in »Das Brot des Bäckers« gelungen ist, mit Empfindlichkeit für das Ethos des Handwerks (im Umgang mit Brötchen wie mit filmischem Material) ein glaubhaftes Stück Sozialgeschichte zu erzählen, hat mit seinem zweiten Kinofilm eine Expedition in die Blendwelt des Thrillers gewagt – und sie ist die zu einer Tour de force des bloßen Scheins geworden. (…) Doch irgendwo zwischen Vorsatz und Ziel ist ihm beides entglitten. Alle liebevolle Geduld, mit der er die rein technischen Kommunikationsprobleme seines Helden entfaltet, kann im fertigen Film nicht verhindern, daß die Schwerhörigkeit zur platten Metapher für Dummheit verkommt.“
Hans M. Eichenlaub schreibt in seinem Essay zum Film: „Erwin Keusch lässt seine Hauptfigur Robert Lueg einmal sagen, er möge halt keine runden Geschichten. Und das scheint, zumindest für So weit das Auge reicht, auch für den Regisseur und Drehbuchautor Keusch zuzutreffen. Denn was er hier in zwei Stunden vor dem Zuschauer ausbreitet, ist alles andere als eine runde Geschichte. Und er bezieht diesen Spruch auch ganz direkt auf den Film, auf seine Art, eine Geschichte zu erzählen“
Im Lexikon des Internationalen Films heißt es: „Eine Synthese von Krimi und psychologischem Drama, die ihrem hohen Anspruch, eine Reflexion über die Vielschichtigkeit von Sprache und Zeichen zu sein, nur in wenigen, dann allerdings faszinierenden Momenten gerecht wird.“